# Tauchwand
Eine Tauchwand ist eine Wand, die in Flüssigkeiten eintaucht.

Foto einer Tauchwand

## Funktionsweise
Eine Tauchwand stellt ein Hindernis im offenen Gewässer oder auch im offenen oder geschlossenen Kanal dar, die konstruktiv so angelegt ist, dass das fließende Medium (z. B. Wasser, Abwasser usw.) unter der Tauchwand hindurchströmen muss. Medien bzw. Stoffe die über eine geringere Dichte als das eigentlich zu transportierende Medium (Wasser) verfügen, heißen im Allgemeinen Schwimmstoffe, da diese sich an der Oberfläche bewegen (schwimmen). Beispiele hierfür können Holz, Öle, Fette, Treibstoffe (Benzin usw.) oder auch Treibgut sein. Bei dem fließenden Medium handelt es sich meistens um Wasser. Da das Wasser die Tauchwand unterströmt, werden die Schwimmstoffe an der Oberfläche vor der Tauchwand zurückgehalten.

## Anwendungsgebiet
In der Siedlungswasserwirtschaft handelt es sich bei dem zu transportierenden Medium meistens um Ab- bzw. Mischwasser. Gerade in diesem Bereich werden mit Hilfe von Tauchwänden bei Entlastungsereignissen ökologisch schadhafte Schwimmstoffe im Kanalsystem gehalten und somit nicht der natürlichen Vorflut zugeleitet. Über den Kanal werden diese zurückgehaltenen Schwimmstoffe der Kläranlage zugeführt. Dort können sie fachgerecht entsorgt werden. Im Bereich der Mischwasserbewirtschaftung werden verstärkt bewegliche Tauchwände eingesetzt.

## Bauarten

### Feste Tauchwände
Feste Tauchwände sind Querbauwerke, meistens vertikale Wände in Fließquerschnitten, die sich auf dem Wasserstandniveau befinden.

### Bewegliche Tauchwände
Zu den beweglichen Tauchwänden zählen unter anderem radial bewegliche und auch vertikal bewegliche Tauchwände. Das Prinzip beruht auf einem Schwimmkörper, der zum Teil in das Wasser eintaucht und zu anderen Teil auf der Wasseroberfläche schwimmt. Hierdurch entsteht an der Wasseroberfläche eine Barriere, die in der Lage ist, Schwimmstoffe zurückzuhalten. Durch die Beweglichkeit dieser Art von Tauchwänden schwimmt die Tauchwand mit den unterschiedlichen Wasserständen kontinuierlich mit, kann sich den verschiedenen Strömungssituationen optimal anpassen und den Schwimmstoffrückhalt erzielen.

#### Vertikal schwimmende Tauchwände
Vertikal schwimmende Tauchwände sind wie oben erwähnt bewegliche Tauchwände, die sich jedoch nur vertikal, das heißt nur nach oben oder unten bewegen können. Sie werden meistens von seitlichen Führungsschienen horizontal gehalten. Dabei ist auf eine sichere und verkantungsfreie Führung zu achten, da sonst kein optimaler Schwimmstoffrückhalt gewährleistet werden kann.

Tauchwandskizze
Tauchwandskizze